# Antoni (biskup koptyjski)
Antoni (imię świeckie Emad Timotheus Sharmoukh, ur. 1969 w Abu Tidż) – duchowny Koptyjskiego Kościoła Ortodoksyjnego, od 2016 metropolita Jerozolimy i Bliskiego Wschodu.

## Życiorys
Urodził się w południowym Egipcie jako syn księdza. Początkowo był mnichem w monasterze św. Antoniego. Święcenia kapłańskie przyjął w 2012. Sakrę biskupią otrzymał 28 lutego 2016.